# Надка Пенушлиска
Надка Пенушлиска-Митровска (на македонска литературна норма: Натка Пенушлиска-Митровска) е видна северномакедонска примабалерина, педагожка и хореографка. Тя е една от първото поколение балерини в Северна Македония.

## Биография
Родена е на 24 април 1934 година в Скопие, тогава Кралство Югославия, днес Северна Македония. В 1947 година започва да учи в Балетното училище в Скопие, където е в класа на Георги Македонски, Анализе Асман и Нина Кирсанова.
В 1949 година при сформирането на първата балетна трупа в Македонската опера и балет към Македонския народен театър в Скопие, чийто първи балетен солист е видният хореограф, преподавател и балетист Георги Македонски, Пенушлиска, все още на 14 години, е поканена за балерина в трупата. Първата ѝ роля е главната роля на Мария в балета „Бахчисарайски фонтан“ на Борис Асафиев. По това време и след това Надка Пенушлиска е сред балерините, които играят огромна роля в зараждането и развитието на балета в Република Македония. В периода от 1953 до 1954 година учи в Париж при видните преподаватели Любов Егорова и Олга Преображенска. Учи модерен балет при Харалд Кройцберг в Берн и класически при Виктор Гзовски в Цюрих и Ана Ройе в Кащел Камбеловец. В 1960 година на Югославското бианале в Любляна получава признание за най-добра класическа балерина.
Поради извънредния си талант Пенушлиска играе всички главни роли в програмата на балетния ансамбъл. Притежава извънредно чиста и прецизна класическа техника и експресивности в пресъздаването на ролите. Остава в Македонския народен театър от 1949 до 1972 година, като от 1967 до 1968 година управлява Македонската опера и балет.
В 2006 година е отличена с наградата „Менада“ за върховите си постижения в областта на танцовото изкуство.

## Избрано творчество

### Роли
- Мария (Бахчисарайски фонтан, 1949);
- Франческа (Франческа да Ремини, 1951);
- Циганката (Болеро, 1951);
- Ела (Дявол на село, 1955);
- Жизел (Жизел 1956, 1963);
- Биляна, Бисерка (Охридска легенда, 1956, 1969);
- Одилия (Лебедово езеро, 1957);
- Жулиета (Ромео и Жулиета, 1959, 1962);
- Сванилда (Копелия, 1963);
- Луси (Аболиция, 1965);
- Дездемона (Отело);
- Балерина (Петрушка, 1967);
- Суламка (Песен на песните, 1967);
- Китри (Дон Кихот, 1972).

### Хореографии
В балетите
- „Танцьорка“ (музика К. Македонски, 1985);
- „Елан“ (музика А. Лековски, 1985);
- Асистент-хореограф на балета Бахчисарайски фонтан (музика Б. Асафиев, хореография В. Борковски, 1981).

В оперите
- „Кармен“ (1977, 1984, 1986 и 1990);
- „Кузман капитан“ (1981; 1984);
- „Илинден“ (1987).

## Награди
- Награда от правителството на Народна Република Македония за ролята на Мария в балета „Бахчисарайски фонтан“ (1950);
- Награда „11 октомври“ за Pas de deux от балета „Дон Кихот“ (1959);
- Отличие за най-добра класическа балерина на Югославското балетно бианале (Любляна, 1960);
- Републиканска награда „11 октомври“ за цялостно творчество (1973);
- „Менада“ за върховите си постижения в областта на танцовото изкуство (2006).